# Аон-центр (Лос-Анджелес)
«Аон-центр» — 62-этажный небоскрёб высотой 262 метра, расположенный на бульваре Уилшир, 707 в Лос-Анджелесе, штат Калифорния, США. Здание, архитектором которого был Чарльз Лакман, было построено в 1973 году. Небоскрёб построен прямоугольной формы, имеет чёрный цвет с белой отделкой. Является вторым по высоте зданием Лос-Анджелеса и вторым по высоте в Калифорнии, 34-м по высоте в США, 180-м по высоте в мире; также являлся самым высоким зданием западнее Миссисипи с 1973 по 1982 год. Также известно как 707 Wilshire Tower. В верхней части здания расположен логотип корпорации Aon, главного арендатора.

## История
До 1984 года небоскрёб назывался «Небоскрёб объединённого калифорнийского банка». Это было самое высокое здание к западу от реки Миссисипи, пока не была построена Башня JPMorgan Chase в 1982 году. До 1989 года башня была самым высоким зданием Лос-Анджелеса, до строительства Башни Банка США. Между 1998 и 2003 годами на небоскрёбе не было никаких логотипов.

### Пожар
4 мая 1988 года на 12 этаже здания возник пожар, продолжавшийся четыре часа. В результате погиб один человек, 40 были ранены, было уничтожено пять этажей. Ущерб составил 50 миллионов долларов. Столь сильный пожар был вызван тем, что спринклерная система, которой было оснащено 90 % здания, из-за огня вышла из строя. На ремонтные работы ушло четыре месяца. Из-за пожара был изменён кодекс Лос-Анджелеса, требующий, чтобы все высотные здания были оснащены спринклерами.